# 608 Адолфина
608 Адолфина (енгл. 608 Adolfine) је астероид главног астероидног појаса са пречником од приближно 25,18 .
Афел астероида је на удаљености од 3,391 астрономских јединица (АЈ) од Сунца, а перихел на 2,655 АЈ.
Ексцентрицитет орбите износи 0,121, инклинација (нагиб) орбите у односу на раван еклиптике 9,362 степени, а орбитални период износи 1920,016 дана (5,256 година).
Апсолутна магнитуда астероида је 10,60 а геометријски албедо 0,160.
Астероид је откривен 18. септембра 1906. године.